# فرانك رايكارد
فرانك رايكارد (بالهولندية: Frank Rijkaard) هو مدرب كرة قدم، ولاعب كرة قدم هولندي سابق، ولد بتاريخ 30 سبتمبر 1962 في أمستردام. له العديد من الإنجازات عندما كان لاعباً مع إيه سي ميلان الإيطالي.

## حياته المهنية

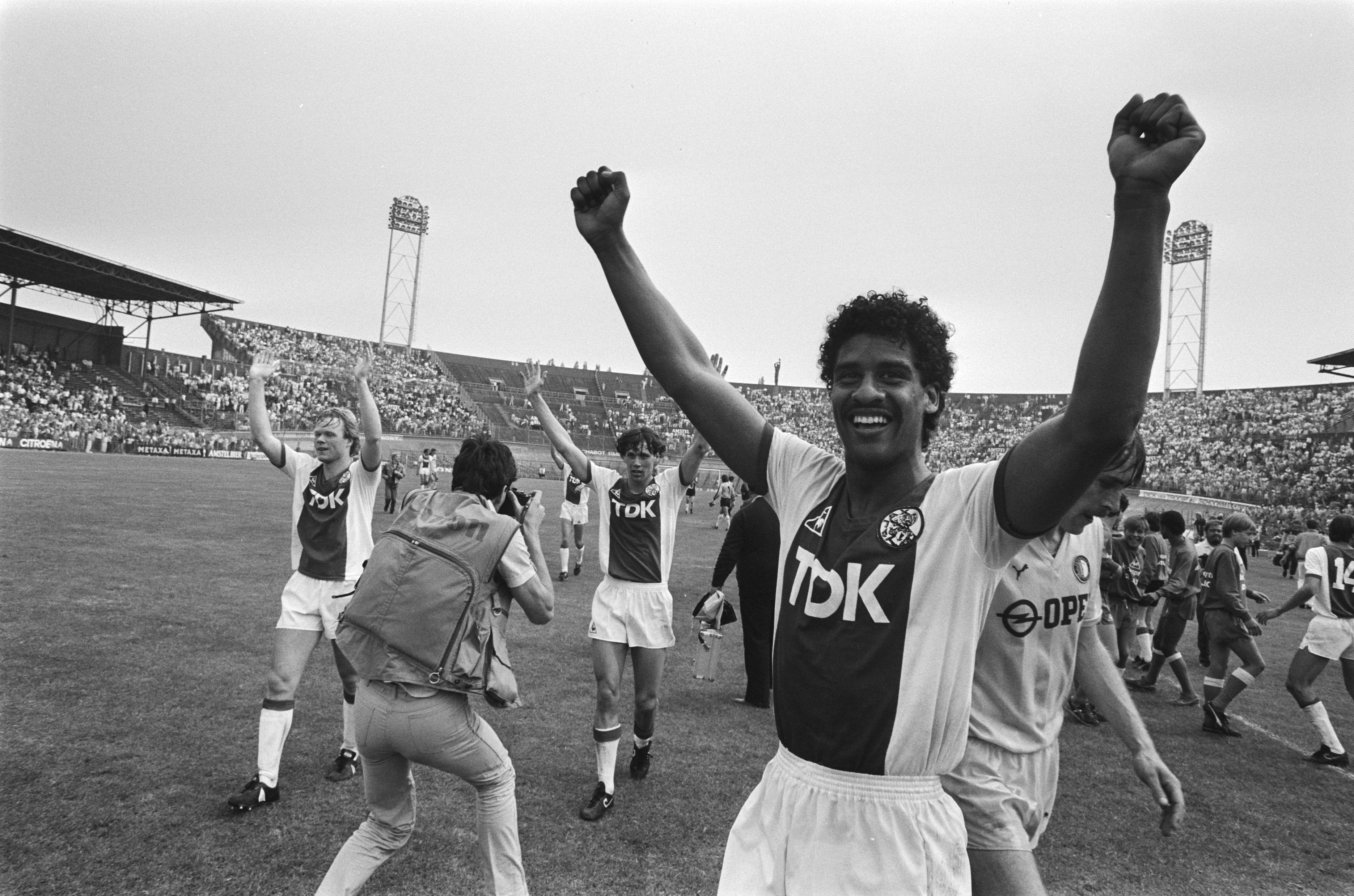
فرانك رايكارد مع نادي أياكس

### لاعباً
لعب لاندية أياكس أمستردام الهولندي (1980-1995)، بينما لعب لريال سرقسطة الأسباني معاراً (1987-1988)، ثم لعب لنادي اي سي ميلان الإيطالي (1988-1993). فقد كان يعتبر من أقوى لاعبي الأرتكاز في العالم بسبب قوته الجسمانية وتألقه الدفاعي والهجومي والتكتيكي التي أستطاع من خلالها صنع لاعب كبير في كل مراكز الملعب. لعب 73 مباراة دولية مع المنتخب الهولندي وسجل خلالها 10 اهداف وحقق مع المنتخب بطولة أوروبا عام 1988.وقد اختاره بيليه ضمن قائمة أفضل 125 لاعب حي في مارس 2004.

## مسيرته الكروية
لعب فرانك رايكارد خلال مسيرته الاحترافية مع 3 أندية في ستة عشر موسمًا وسجل خلالها 81 هدفًا ضمن 414 مباراة. حيث فاز في ثلاثة مواسم بالكأس وفي سبعة مواسم بالدوري.
خاض فرانك رايكارد مسيرته مع نادي أياكس أمستردام في موسم 1980–81 في المرة الأولى ليلعب معه ثمانية مواسم ثم في موسم 1993–94 ولمدة موسمين، مشاركًا طوالها في 261 مباراة سجل خلالها 65 هدفًا. ثم انتقل إلى نادي ريال سرقسطة في موسم 1987–88 لمدة موسم واحد، حيث شارك في 11 مباراة ولم يسجل أي هدف. لينتقل بعدها إلى نادي إيه سي ميلان في موسم 1988–89 ليلعب معه خمسة مواسم، مشاركًا في 142 مباراة سجل خلالها 16 هدفًا.